# Eric Robertson Dodds

Eric Robertson Dodds

Eric Robertson Dodds FBA (* 26. Juli 1893 in Banbridge, County Down; † 8. April 1979 in Old Marston bei Oxford), meist abgekürzt als E. R. Dodds, war ein irischer Gräzist und Regius Professor of Greek an der Universität Oxford von 1936 bis 1960.

## Leben
Dodds war das einzige Kind von Robert Dodds, einem Absolventen des Queen’s College Galway in Classics und Direktor der Grammar school in Banbridge, einem Presbyterianer, der dem Alkohol verfallen war und starb, als Dodds sieben Jahre alt war, und von Anne Fleming Allen, die zwei oder drei Jahre nach dem Tod ihres Mannes mit ihm nach Dublin zog. Dort besuchte er das St Andrew’s College, an dem seine Mutter unterrichtete, bis er 1908 als Internatsschüler an das Campbell College, Belfast, wechselte, von dem er wegen „gross, studied, and sustained insolence to the headmaster“ verwiesen wurde.
Nichtsdestoweniger studierte Dodds von 1912 an mit einem Stipendium am University College, Oxford Literae humaniores, ein vierjähriger Studiengang mit Schwerpunkten in Alter Geschichte und antiker Philosophie. 1914 bestand er dessen ersten Teil, die Honour Moderations, mit einem First Class Examen und erhielt die Ireland Scholarship, einen Preis, der für die Übersetzung ins Griechische und Lateinische vergeben wurde. Sein wichtigster Lehrer war in dieser Zeit der damalige Regius Professor of Greek Gilbert Murray. Im dritten Jahr besuchte er eine class über Plotin von John Alexander Stewart (1846–1933), an der außer ihm nur noch Thomas Stearns Eliot regelmäßig teilnahm. Plotin wurde so für ihn zu einem zentralen Autor. 1915 meldete sich Dodds freiwillig als Sanitäter und war für kurze Zeit in Belgrad stationiert. Doch schon im Januar 1916 war er wieder in Oxford. Im Zusammenhang mit dem Osteraufstand in Irland wenige Monate später im Jahr 1916 äußerte Dodds sich als Fenian, als Sympathisant der irisch-republikanischen Fenian Brotherhood. Deswegen wurde er aufgefordert, Oxford im Sommer 1916 zu verlassen und sich zuhause auf Greats vorzubereiten. 1916 schloss er auch diesen zweiten Teil der Literae humaniores mit einem First Class Examen ab. Danach unterrichtete er zwei Jahre lang an Schulen in Irland (St Columba’s College, Rathfarnham; Kilkenny College; Dublin High School). Wie er später einmal bemerkte, hatte er für den einen Teil Irlands die falsche Religion (sein Vater war, wie gesagt, Presbyterianer), für den anderen die falsche politische, pro-republikanische Überzeugung. In Dublin machte er die Bekanntschaft unter anderem von William Butler Yeats und von Stephen MacKenna (1872–1934), dem Übersetzer Plotins.
1919 fand er schließlich eine Anstellung als Lecturer in Classics am University College, Reading, wo der Althistoriker und Klassische Archäologe Percy N. Ure Head of department war. Dort lernte er seine Frau Annie Edwards Powell († 1973) kennen, die Lecturer im English department war. Die 1923 geschlossene Ehe sollte kinderlos bleiben. In den Jahren in Reading vertiefte er seine Kenntnisse des Neuplatonismus und veranstaltete für die Society for Promoting Christian Knowledge eine Ausgabe ausgewählter Passagen neuplatonischer Autoren. Die Übersetzung erschien 1923, der griechische Text 1924. Eine Bewerbung um ein Fellowship am Magdalen College, Oxford, im Jahr 1922 war erfolglos geblieben.
1924 erfolgte dann der Wechsel auf den Lehrstuhl für Griechisch an der Universität Birmingham. Hier entstand neben einer ersten Veröffentlichung zu Euripides die immer noch gültige kritische Ausgabe der Στοιχείωσις θεολογική (Stoicheíōsis theologikḗ, deutsch: „Elemente der Theologie“) des Proklos mit englischer Übersetzung und Kommentar von 1933. Dodds, der schon früh ein Interesse an Mystizismus zeigte und Mitglied der Society for Psychical Research war, wurde 1927 Mitglied des Vorstands dieser Gesellschaft zur Erforschung parapsychologischer Phänomene; von 1961 bis 1963 sollte er deren Präsident sein. In das Jahr 1934 fällt seine persönliche Stellungnahme Why I Do Not Believe in Survival in den Proceedings der Gesellschaft. Obwohl er von der Telepathie überzeugt war, sprach er sich in diesem Beitrag gegen die Annahme eines Weiterlebens nach dem Tod aus. In dieser Zeit entwickelte sich zudem eine Freundschaft mit dem Klassischen Philologen und Dichter Louis MacNeice, den Dodds zum Lecturer in seinem Department machte, und mit W. H. Auden, der zu jener Zeit in Birmingham zuhause war. Dodds selbst veröffentlichte 1929 eine eigene Sammlung von Gedichten.
1936 wurde er auf Empfehlung Gilbert Murrays auf den Regius Chair of Greek der Universität Oxford berufen, den er bis zur Emeritierung 1960 innehaben sollte. Dabei wurde er von Murray, dem die Entscheidung über seinen Nachfolger vom britischen Premierminister Stanley Baldwin überlassen worden war, zwei Oxforder Gelehrten, John Dewar Denniston vom Hertford College und Maurice Bowra vom Wadham College, vorgezogen. Aufgrund dieses Umstands, seiner pro-irischen und politisch eher linken Einstellung und nicht zuletzt, weil man dem Neuplatonismus zu dieser Zeit in Oxford wenig Aufmerksamkeit widmete, waren Dodds’ Anfänge in dieser herausgehobenen Stellung schwierig. Insbesondere der Altphilologe Denys Page weigerte sich viele Jahre lang, mit ihm zu sprechen. In diese Zeit fällt die Arbeit am Kommentar zu den Bakchen des Euripides, dessen erste Auflage 1944 erschien. 1942/1943 hatte er Vorlesungen in Kuomintang China gehalten. Weitere Auslandsaufenthalte unternahm er in die USA und im Winter 1946 an Universitäten der britischen Zone in Deutschland. 1949/1950 war er eingeladen, die angesehenen Sather Classical Lectures an der University of California at Berkeley zu halten. Er wählte als Thema eine anthropologisch und psychologisch ausgerichtete Untersuchung unter dem Titel The Greeks and the Irrational, die er 1951 veröffentlichte und Gilbert Murray widmete. Wenige Jahre später erschien ein Überblick über die Homerforschung. Danach wandte er sich Platons Dialog Gorgias zu, dem er 1959 eine kommentierte Edition des griechischen Textes widmete. Um 1960, dem Jahr seiner Emeritierung und der zweiten Auflage des Kommentars zu den Bakchen, nahm der Psychiater und Soziologe Georges Devereux Kontakt zu ihm auf, um Dodds’ Ergebnisse auf anthropologischem Feld zu diskutieren. 1963 hielt er die Wiles Lectures an der Queen’s University Belfast, die 1965 sein letztes großes Buch, Pagan and Christian in an Age of Anxiety, werden sollten. 1973 erschien schließlich ein Nachdruck von sechs bereits veröffentlichten Artikeln, zu denen vier neue Aufsätze hinzukamen, sowie vier Jahre später die Autobiographie Missing Persons.
Zu seinen Schülern zählten der Gräzist Arthur William Hope Adkins und der Neuplatonismus-Experte Arthur Hilary Armstrong.

## Auszeichnungen
Dodds war Ehrendoktor der Universitäten Manchester, Dublin, Edinburgh, Birmingham und Belfast, Ehrensenator der Universität Thessaloniki, Fellow der British Academy von 1942 an (deren Kenyon Medal for Classical Studies erhielt er 1971), korrespondierendes Mitglied der Academia Sinica, der Bayerischen Akademie der Wissenschaften von 1956 an, der American Academy of Arts and Sciences von 1961 an und der Académie des Inscriptions et Belles-Lettres von 1972 an.

## Schriften (Auswahl)
Schriftenverzeichnisse finden sich in: Robert B. Todd: E. R. Dodds. A Bibliography of His Publications. In: Quaderni di storia 48, 1998, S. 175–194; Addenda, ebenda 61, 2005; Stephen Harrison, Christopher Pelling, Christopher Stray (Hrsg.): Rediscovering E. R. Dodds: scholarship, poetry and the paranormal. Oxford University Press, Oxford 2019.
- Plotiniana. In: The Classical Quarterly 16, 1922, S. 93–97.
- Select Passages Illustrative of Neoplatonism. Translated with an Introduction. Society for Promoting Christian Knowledge, London 1923, (InternetArchive).
- Select Passages Illustrative of Neoplatonism, Greek. Arranged and edited. Society for Promoting Christian Knowledge, London 1924.
- Augustine’s Confessions: A Study of Spiritual Maladjustment. In: Hibbert Journal 26, 1927–1928, S. 459–473.
- Thirty-Two Poems, with a Note on Unprofessional Poetry. Constable, London 1929.
- Why I Do Not Believe in Survival. In: Proceedings of the Society for Psychical Research 42, Part 135, 1934, S. 147–170, (online)
- The Parmenides of Plato and the Origin of the neoplatonic One. In: The Classical Quarterly 22, 1928, S. 129–142.
- Euripides the Irrationalist. In: The Classical Review 43, 1929, S. 97–104, (JSTOR). Nachdruck in: E. R. Dodds, The Ancient Idea of Progress and other Essays on Greek Literature and Belief. Clarendon Press, Oxford 1973, S. 78–91.
- Proclus, The Elements of Theology. A Revised Text with Translation, Introduction, and Commentary. Clarendon Press, Oxford 1933; 2. Auflage 1963, Nachdruck 1992.
- Humanism and Technique in Greek Studies: A Lecture. Clarendon Press, Oxford 1936. (Antrittsvorlesung in Oxford)
- Maenadism in the Bacchae. In: Harvard Theological Review 33, 1940, S. 155–176, (JSTOR).
- Minds in the Making. (Macmillan War Pamphlets, 14). Macmillan & Co., London 1941.
- Euripides, The Bacchae. Edited with introduction and commentary. Clarendon Press, Oxford 1944, second edition 1960.
- Plato and the Irrational. In: The Journal of Hellenic Studies 65, 1945, 16ff. Nachdruck in: E. R. Dodds, The Ancient Idea of Progress and other Essays on Greek Literature and Belief. Clarendon Press, Oxford 1973, S. 106ff.
- The Greeks and the Irrational. University of California Press, Berkeley 1951 (Sather Classical lectures, 25). 
  - Deutsche Übersetzung: Die Griechen und das Irrationale. Wissenschaftliche Buchgesellschaft, Darmstadt 1970, ISBN 3-534-04342-1.
  - Übersetzungen auch in das Französische, Spanische, Italienische und Neugriechische.
- Homer. In: Maurice Platnauer (Hrsg.), Fifty Years of Classical Scholarship. Basil Blackwell, Oxford 1954, S. 1ff.; 2. Auflage unter dem Titel: Fifty years (and twelve) of classical scholarship, 1962.
- Plato, Gorgias. A Revised text with introduction and commentary. Clarendon Press, Oxford 1959, Nachdruck 1990.
- Morals and Politics in the Oresteia. Cambridge Philological Society, Cambridge 1960. Nachdruck in: E. R. Dodds, The Ancient Idea of Progress and other Essays on Greek Literature and Belief. Clarendon Press, Oxford 1973, S. 45–63.
- Classical Teaching in an Altered Climate. John Murray, London 1964.
- Pagan and Christian in an Age of Anxiety. Cambridge University Press, Cambridge 1965. 
  - Deutsche Übersetzung: Heiden und Christen in einem Zeitalter der Angst. Übersetzung von Hinrich Fink-Eitel. Suhrkamp Verlag, Frankfurt am Main 1985.
  - Übersetzung auch ins Französische und Italienische.
- Supernatural phenomena in Classical Antiquity. In: Proceedings of the Society for Psychical Research 55, Part 203, 1971, S. 189–237; Nachdruck in: E. R. Dodds, The Ancient Idea of Progress and other Essays on Greek Literature and Belief. Clarendon Press, Oxford 1973, S. 156–210.
- The Ancient Idea of Progress and other Essays on Greek Literature and Belief. Clarendon Press, Oxford 1973. 
  - Deutsche Übersetzung: Der Fortschrittsgedanke der Antike und andere Aufsätze zu Literatur und Glauben der Griechen. Übersetzung von Kristine Morgenthaler. Artemis Verlag, Zürich 1977.
  - Übersetzung auch ins Französische.
- Missing Persons. An Autobiography. Clarendon Press, Oxford 1977, Nachdruck 2000.